# Дрезден (административный округ)
Дрезден (нем. Dresden) — один из трёх бывших административных округов (нем. Regierungsbezirk) земли Саксонии в Германии. Он находился на востоке земли и был образован решением Саксонского земельного правительства от 27 ноября 1990 к 1 января 1991.
В ходе саксонской коммунальной реформы с 1 августа 2008 года был преобразован в дирекционный округ Дрезден.
Состав административного округа:
- районы:

1. Баутцен
2. Каменц
3. Лёбау-Циттау
4. Мейсен
5. Нижнесилезская Верхняя Лужица
6. Риза-Гросенхайн
7. Саксонская Швейцария
8. Вайсериц

- города (приравненные к районам):

1. Дрезден
2. Гёрлиц
3. Хойерсверда